# Frode Laursen A/S
|  | Sammenskrivningsforslag Artiklen Frode Laursen A/S er foreslået føjet ind i Frode Laursen-Gruppen. (Siden marts 2013) Diskutér forslaget |

Frode Laursen A/S er en dansk koncern, der siden 1948 har været under famileejerskaber. Frode Laursen A/S er en del af Frode Laursen-Gruppen
Frode Laursen skabte i 70'erne grundlaget for at koble lager og transport sammen. Efter Frode Laursens død i 1980 oplevede firmaet nogle barske år, og det bevirkede at sønnen til Frode Laursen afhændede firmaet til Thorkil Andersen med 50% i 1988 og med den sidste halvdel i 1989.
Kursen blev ændret, og Frode Laursen A/S har i dag lagerhoteller, der geografisk kan betjene hele Norden, og tilbyder tilsvarende distributions- og transportsystemer. Kerneområdet er logistikløsninger indenfor dagligvarer samt byggevarer. 